# インデックスヘッド

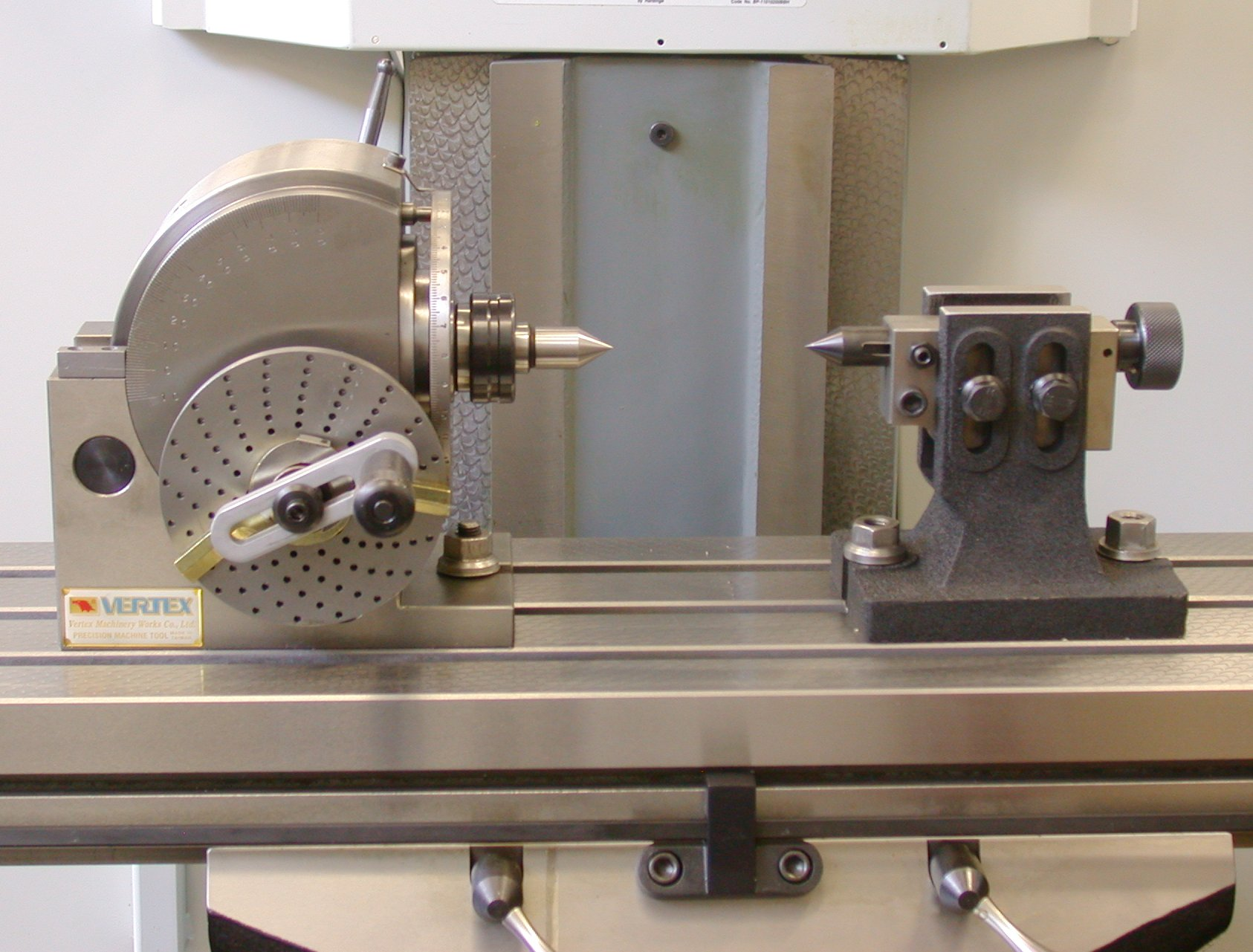
フライス盤のテーブルに設置されたインデックスヘッドと心押し台。

インデックスヘッド（indexing head）は、ワーク（加工物）に円形のインデックス動作を行わせることができる特殊なツールである。あらかじめ決められた角度または任意の円分割に簡単かつ正確に回転させることができる。インデックスヘッドは通常、フライス盤のテーブルで使用されるが、ドリルプレス、グラインダー、ボーリングマシンなどの他の多くの工作機械でも使用可能である。インデックスヘッドの一般的な作業には、フライスの切削工具加工、歯車の歯の切削、湾曲した溝のフライス加工、または部品の円周の周りにボルト穴を開けることが含まれる。
このツールは回転台似ているが、傾斜および回転するように設計されており、差動インデックスを使用するなど、細かい角度で確実にロックできるようになっている。ほとんどの調整可能な設計では、ヘッドを水平から10°下から垂直に90°まで傾けることができる。この時点で、ヘッドは機台と平行になる。
ワークは、旋盤と同じ方法でインデックスヘッドに保持される。これは最も一般的にはチャッキ（チャック）だが、他の取付方法もある。

## 手動インデックスヘッド

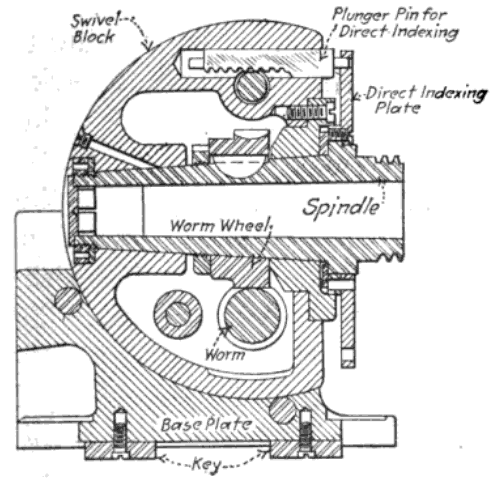
インデックスヘッドの断面

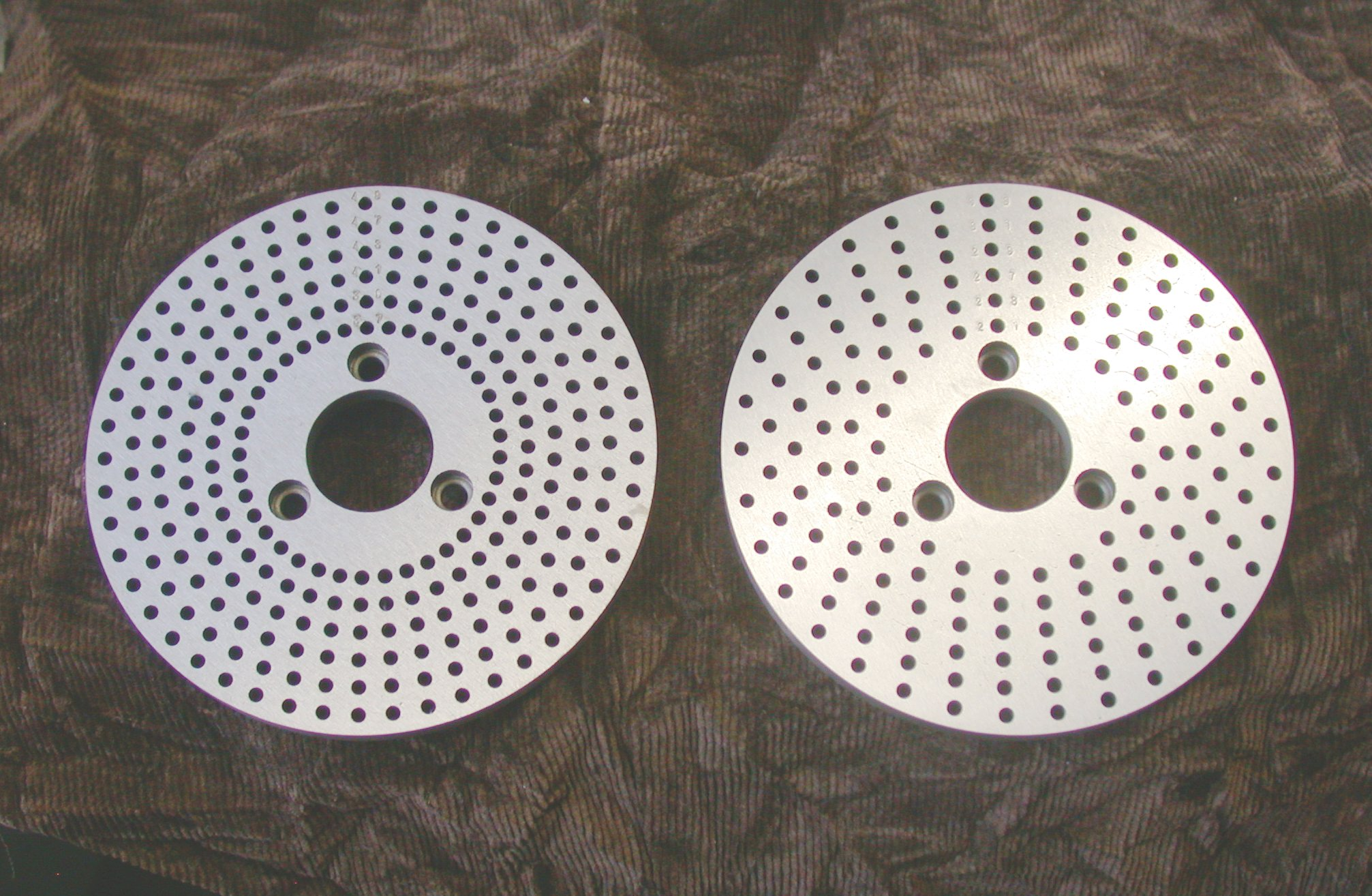
交換可能なインデックスプレート

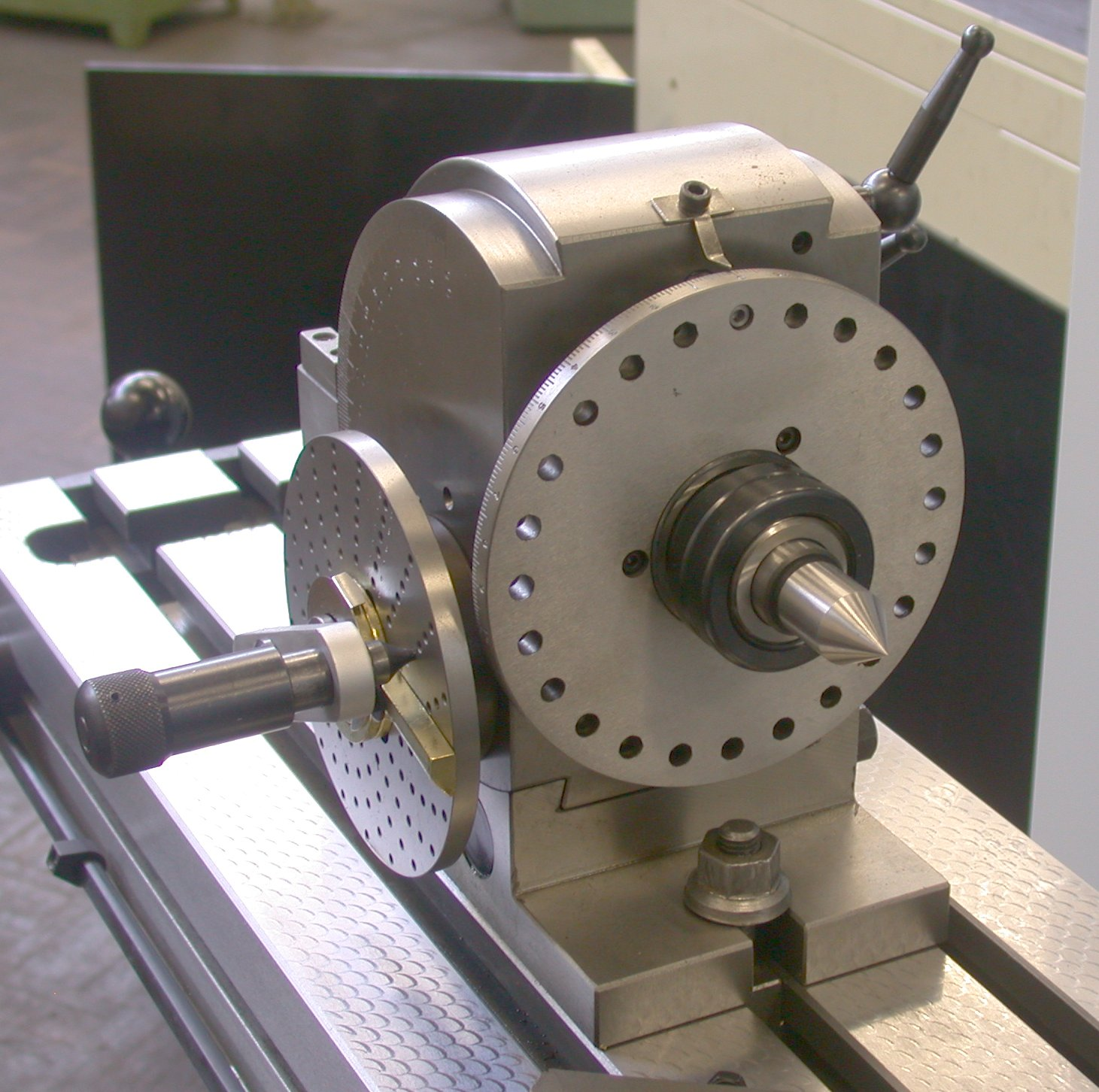
小型フライス盤のテーブルに取り付けられた分割ヘッド。ダイレクトインデックスプレートと中央がカメラに向かって見える。交換可能なインデックスプレートが左側に見える。